# Urby Emanuelson
Urby Vitorrio Diego Emanuelson (Amsterdam, 16 de junho de 1986) é um ex-futebolista neerlandês que atuava como lateral-esquerdo e meia. 

## Carreira
Emanuelson cresceu nas categorias de base do Ajax e fez sua estreia oficial na Eredivisie em 10 de abril de 2005 na partida vencida por 4 a 2 pelo Ajax contra o AZ Alkmaar. No ano seguinte já era titular e tornou-se o lateral-esquerdo da equipe que acabou vencendo a Copa dos Países Baixos e a Supercopa dos Países Baixos, troféus que venceria novamente nas temporadas seguintes. Em 2006 venceu também o prêmio de talento do ano de Amsterdã. E nesse ano, com a Seleção Neerlandesa Sub-21 triunfou no Campeonato Europeu da categoria. Logo depois teve também a sua estreia com a Seleção principal: foi num amistoso contra a Irlanda, em 16 de agosto de 2006.

### Milan
Em janeiro de 2011, acertou sua ida ao Milan.

### Fulham
Jogou por empréstimo entre 2013-14 no Fulham.

### Roma
Em julho de 2014 assinou um contrato com a Roma.

## Títulos
Ajax
- Copa dos Países Baixos: 2005–06, 2006–07, 2009–10
- Supercopa dos Países Baixos: 2005, 2006, 2007

Milan
- Campeonato Italiano: 2010–11
- Supercoppa da Itália: 2011

Países Baixos
- Campeonato Europeu Sub-21: 2006

### Prêmios individuais
- Equipe do torneio do Campeonato Europeu Sub-21 de 2006[4]